# 우주선 추진

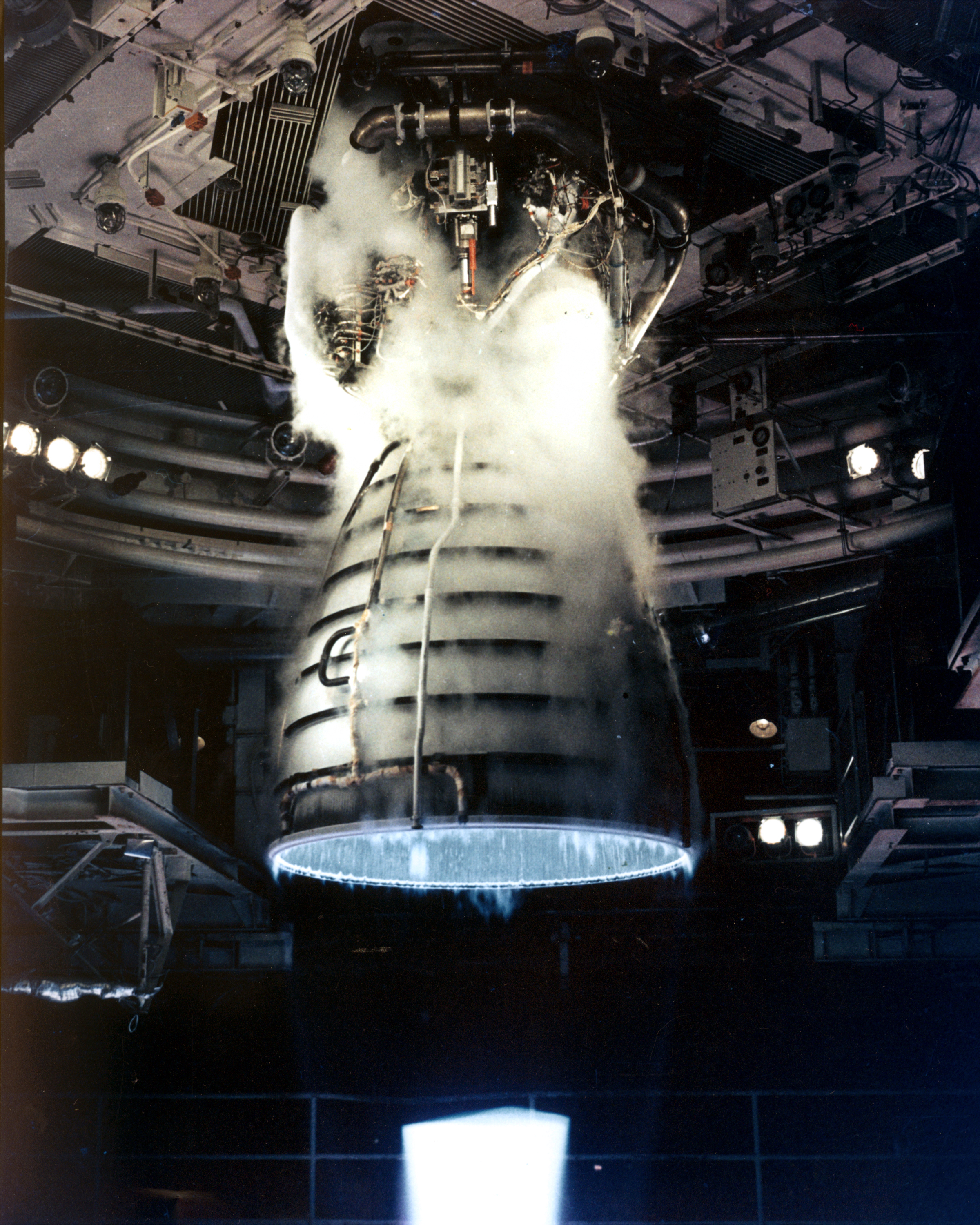
RS-25의 시험 분사

우주선 추진(Spacecraft propulsion)은 우주선과 인공위성을 가속하는 데 사용되는 모든 방법이다. 우주 내 추진은 진공 상태의 우주에서 사용되는 추진 시스템만을 다루며, 우주 발사 또는 대기권 진입과 구별된다.
실용적인 우주선 추진을 위한 여러 가지 방법이 개발되었지만 각각 고유한 단점과 장점이 있다. 대부분의 위성에는 궤도 관측소 유지를 위한 간단하고 신뢰할 수 있는 화학 추진기(종종 단일 추진 로켓) 또는 저항제트 로켓이 있으며, 일부 위성은 자세 제어를 위해 운동량 바퀴를 사용한다. 러시아와 이전 소련 블록 위성은 수십 년 동안 전기 추진력을 사용해 왔지만 최신 서구의 지구 궤도 우주선은 남북 관측소 유지 및 궤도 상승을 위해 전기 추진력을 사용하기 시작했다. 행성 간 차량은 대부분 화학 로켓도 사용하지만, 일부는 이온 추력기와 홀 효과 추력기(두 가지 다른 유형의 전기 추진 장치)를 사용하여 큰 성공을 거두었다.
가상의 우주 추진 기술은 미래 우주 과학 및 탐사 요구를 충족할 수 있는 추진 기술을 설명한다. 이러한 추진 기술은 태양계에 대한 효과적인 탐사를 제공하기 위한 것이며 임무 설계자가 "언제 어디서나 비행하고 목적지에서 다양한 과학 목표를 완료"하는 임무를 더 큰 신뢰성과 안전성으로 계획할 수 있게 해준다. 가능한 임무와 추진 기술 후보가 광범위하기 때문에 어떤 기술이 미래 임무에 "최적"인지에 대한 질문은 어렵다. 현재 전문가 의견은 다양한 임무와 목적지에 대한 최적의 솔루션을 제공하기 위해 추진 기술 포트폴리오가 개발되어야 한다고 주장한다.

## 같이 보기
- 알큐비에레 드라이브
- 반중력
- 인공중력
- 대기권 진입
- 궤도역학
- 플라스마 추진 엔진
- 펄스 데토네이션 엔진
- 로켓
- 인공위성
- 태양광 돛단배
- 우주 비행
- 비추력
- 치올콥스키 로켓 방정식